# Афула
Афула (на иврит: עֲפוּלָה; на арабски: العفولة е град в Северен Израел. Част от Северен окръг на Израел.
Градът не се споменава в Библията. По време на Кръстоносните походи е построена крепост, чието предназначение е да контролира околностите на днешния град. Днешният град е основан през 1925 г. на жп-линията Хайфа-Дамаск, западно от планината Хамор.
Селището има 40 500 жители (2009). Името на селището произлиза от име на намиралото се на същото място арабско селище Ал Афула.

## Известни личности
Родени в Афула
Сарит Хадад-световноизвестна певица-родена 1978 г.
- Рафаел Ейтан (1929 – 2004), офицер

Починали в Афула
- Игал Алон (1918 – 1980), политик

## Побратимени градове
- Ингелхайл на Рейн, Германия
- Провидънс, Роуд Айлънд, САЩ
- Устър, Масачузетс, САЩ
- Ню Хейвън, Кънектикът, САЩ
- Стамфорд, Кънектикът, САЩ
- Оснабрюк, Германия
- Санта Фе, Аржентина
- Фресно, Калифорния, САЩ